# Elbst
Der Elbst ist ein Wassergeist, der in einem Bergsee bei Seelisberg in der Schweiz hausen soll. Vermutlich ist der Name abgeleitet vom Wort Alb oder Alp.
Er wird beschrieben als treibendes Holz, wie Baumstämme oder eine Insel, die an der Oberfläche treibt und er soll Menschen in die Tiefen ziehen. Doch er kann durchaus auch andere Gestalten annehmen, wie die einer Schlange, eines Drachen, einer schwarzen Sau, eines Fisches, eines Feuerrades, einer feurigen Kugel und dergleichen. Auf jeden Fall soll sein Erscheinen immer als böses Omen gedeutet werden. Der Ratsschreiber Renward Cysat beschrieb den Elbst wie folgend: Da hatt man zuo underschydenlichen Zythen vnd noch jüngst Anno 1585 jn demselbigen Sew by hällem tag gsehenzwey Gespenst umher schwümmen unglycher Form...jetzt wie ein gross Sagholz, jetzt wie ein Höwburde.

## Weblink
- Der Elbst. in Josef Müller: Sagen aus Uri Band 2,  Hrsg. Hanns Bächtold-Stäubli, Basel 1926–1945, S. 276–281 (bei zeno.org)